# カオス*ラウンジ
カオス*ラウンジ (CHAOS*LOUNGE) は、日本の美術集団。
藤城嘘が代表のグループ展「ポストポッパーズ」を前身とする。

## 集団と展示会
文脈により「カオス*ラウンジ」を示す内容が集団であったり展示会であったりと一定でない。グループとしての「カオス*ラウンジ」を大まかに分類すると以下のようになる。

### 展示会
ポストポッパーズとその延長としての展示会である「カオス*ラウンジ」である。
公式ホームページには「アーティスト・藤城嘘によって2008年から行われている展示＆ライブペイント企画です。」と記されている。
「カオス*ラウンジ」としての出展は2009年3月からであるが、前身の「ポストポッパーズ」としては2008年3月より活動を開始し、2008年9月に初出展を行っている。「ポストポッパーズ」は、藤城嘘がイラスト投稿サイトpixivの中で気になる描き手に声掛けして募ったメンバーによる、展示の場としてのオフ会を指向した出展であった。また、当初の「カオス*ラウンジ」は、「ポストポッパーズ」同様にオフ会を指向しつつもその発展形となる、多人数のメンバーを募ったグループ展であった。

### 集団
現代アート集団としての「カオス*ラウンジ」である。
2010年3月、「ポストポッパーズ」として「GEISAI#14」に出展した際、ライブペインティング「つかさをつくろう!」に「GEISAI CRITICAL MEDIA」審査員であった美術家・美術批評家の黒瀬陽平が介入することにより、「ポストポッパーズ/カオス*ラウンジ」と黒瀬が接点を持つこととなった。2010年4月に開催された「カオス*ラウンジ2010 in 高橋コレクション日比谷」より、黒瀬が「カオス*ラウンジ」に加入し現代アートとしての理論補強が行われた結果、従来「カオス*ラウンジ」が持っていたpixivユーザーオフ会の性質が変質・発展的に解体され、現代アートの文脈に接続されることとなった。黒瀬によって「カオス*ラウンジ宣言」が同展示会にて行われ、宣言では、現代アートのあり方について「アートに神秘性などない。人間の知性も感性も内面も、すべては工学的に記述可能である。」などと批評した。また、東浩紀と村上隆の後押しを得ており、特に村上からは、美術専門誌『美術手帖』2010年5月号へのカオス*ラウンジ特集広告の出稿、村上自身のギャラリーにおける「CHAOS*LOUNGE フェス」や、「pixiv画面端フェスタ」の開催、「カオス*ラウンジ2010 in 台湾」のプロデュース、展示作品「破滅*ラウンジ」の購入などの支援を受けている。

## 歴史
「カオス*ラウンジ」は、当初、藤城嘘単独による企画として開始したが、黒瀬が加入した「カオス*ラウンジ2010 in 高橋コレクション日比谷」の時点で黒瀬と藤城による共同企画となった。2020年までは、黒瀬が集団の代表を務め、展示会は黒瀬、藤城両名による主催となっていた。2020年7月に黒瀬は退社、現在の代表は藤城に戻っている。美術家の梅沢和木は、「ポストポッパーズ」時代の初期（ポストポッパーズ IN GEISAI #11）から参加している。村上隆によるバックアップを受けていることでも知られる。

### 法人化
代表の黒瀬陽平は、「カオス*ラウンジ」をいくつかの事業を柱として活動を行う組織とし、近々法人化するとの構想を、2011年5月12日に明らかにした。
その後、2015年3月16日に「合同会社カオスラ」として法人化を行った。

## 商標

### 第5492088号
CHAOS*LOUNGEの文字とイラストからなる商標は、2011年（平成23年）12月6日に商標出願され、2012年（平成24年）5月11日付けで商標登録されている。商標登録時の商標権者は上記3名のメンバー以外の個人であったが、その後、商標権はピンクカンパニーに属するとされる別の個人に移転されている。なお、登録商標については、商標掲載公報の発行（本件の場合は2012年6月12日）から2ヶ月間、登録に異議を申し立てることができるが、本件については異議申立は行われていない。ただし、今後も無効審判を請求することは可能である（詳細は、日本の商標制度#商標登録の取消しおよび無効参照）。
権利者以外が登録商標を使用することは商標権の侵害にあたる。本件の登録商標はカオス*ラウンジ以外の個人が権利を有しているため、たとえカオス*ラウンジであっても、本件の登録商標を使用すると商標権の侵害にあたる恐れがある。ただし、商標法上は、先使用権が認められる場合には登録商標を使用することができることとされており、商標出願前から本件商標を使用していたカオス*ラウンジにも先使用権が認められる可能性がある。また、権利者から通常使用権・専用使用権の設定を受けた場合等にも、登録商標を使用することができる。
ピンクカンパニーは、カオス*ラウンジブランドを展開し、アート・グッズ販売等の活動をしている。アート活動の一環としてウェブページが開設された。
この商標は分納期限が満了した2017（平成29）年5月11日をもって抹消されている。

### 第5577285号
「カオス＊ラウンジ」の文字による商標は黒瀬陽平の名義により2012年9月28日に出願され、登録商標第5577285号として2013年（平成25年）4月26日に登録されている。

## 特徴
少女を主なモチーフとした漫画表現によるキャラクターを既存キャラ・オリジナルキャラかを問わず多用した展示物が特徴的であり、メンバーはイラスト投稿サイトpixivを含む、インターネット上などで活動している一般の非美術家がメインである。また、「破滅*ラウンジ」は、いわゆる「ギーク」と呼ばれる、ITの専門家のメンバーを中心とした出展であり、通常の「カオス*ラウンジ」とは毛色の異なる内容となっている。

## 批判・問題

### 手法・主張に対する批判
カオス*ラウンジの手法に対して、商標権や肖像権、著作権の侵害を指摘する批判がある。
カオス*ラウンジの主要メンバーである梅ラボこと梅沢和木の作品には、インターネット上に公開されている画像を素材として使用しているものが多数あり、その作者への了承を得ずに作品を販売していることから批判が高まっている。
この批判についてカオス*ラウンジは、ファンアートである二次創作の延長であると主張しているが、本を破いて踏みつける、可愛い絵柄のイラストを溶かしてわざと不気味な絵にするという表現手法に嫌悪感を示す人間も多く、さらに反感を買っている。

### イラストSNS「pixiv」の発表
2011年7月には、カオス*ラウンジに関する批判に対してpixivが謝罪する事態があった。これは、カオス*ラウンジのメンバーがpixivのイラストを取り込んだコラージュを、イラストの作者に無断で発表したことが発端だった。
pixivでは著作権に問題のあるイラストを随時削除しているが、カオス*ラウンジのメンバーがpixivで公開しているコラージュは多数の通報があったにもかかわらず放置され（中には告発したのが原因で、即座に強制退会処分にされた者まで出た）、それ以外のコラージュ作品は削除されていたことから、カオス*ラウンジメンバーに対する優遇措置が噂になり、さらにpixivが投稿されたイラストをカオス*ラウンジに素材として提供したのではないかとの憶測が流れたために釈明を行ったと思われる。
pixivはカオス*ラウンジの活動に関係したことはなく、イラストの使用を認めた事実もないと釈明し、2011年7月26日にカオス*ラウンジのメンバーのアカウントを停止し、同28日に黒瀬、梅沢、藤城の3名はpixivを自主退会した。
アカウント停止処分のみで、カオス*ラウンジのメンバーが自主退会を行ったため、猶予なしで強制退会処分となった他のユーザーよりも優遇されているわけではない、と証明できる機会は失われた事になる。

### コピーした紙幣の販売
「破滅*ラウンジ」で千円紙幣をコピーしたもの（赤瀬川原平のオマージュと思われる）が作品として展示・販売されていたことが、通貨及証券模造取締法違反にあたる為多くの人から警察・サイバーポリス等に通報されており、現在返答待ちになっている。

### セクシャルハラスメント・パワーハラスメント問題
2021年2月1日、元代表の黒瀬陽平らからセクシャルハラスメントやパワーハラスメント、退職強要を受けたとして元社員の女性が合同会社カオスラと黒瀬らに対し、損害賠償と解雇無効の地位確認を求めて提訴した。

## 作家

### 傾向
各出展において、メンバーとなる作家の他、
プロの現代美術家からpixivに存在するアマチュア作家、映像作家などインターネットで幅広い参加者を流動的に集め、展示への参加者は約200名程存在するが、方向性の違いや事件に対する彼らのずさんな対応により疎遠になった者も多数存在する。

### 主要作家
- 黒瀬陽平 - カオス*ラウンジ元代表(スタッフへのパワハラにより退社[51])、美術家、美術批評家
- 梅沢和木 - 美術家（2020年8月2日に退社を発表[52])
- 藤城嘘 - カオス*ラウンジ現代表[53]

### 一般作家
- 仲山ひふみ[54]
- 一輪社[55]
- みつご[55]
- 智子[56]
- だつお[56]
- にに[48]

### 一時的な参加者
各々の展示会毎に、流動的にゲスト参加者の招待も行っている。また、展示会によっては、観客が飛び入り参加によって出品を行う場合や、観客が制作に参加する仕様の展示物もある。

## 企画

### うしじま*ラウンジ（仮）撮影会in破滅night
「破滅*ラウンジ・再生*ラウンジ 〜アーキテクチャ時代のイメージ〜」内の「破滅*ラウンジ」コーナーにて、2010年5月18日に、コスプレイヤーのうしじまとのコラボレーションによって撮影会が行われた。

### CHAOS*LOUNGE フェス
カイカイキキギャラリーの関連ギャラリー、Hidari Zingaroにて行われた、「カオス*ラウンジ」メンバーの個展・グループ展。
- 2010年6月17日-22日 藤城嘘「a white lie」[59]
- 2010年6月24日-29日ちくわエミル、みつご、ARiKEM「カオスチャレンジの世界」[60]
- 2010年6月24日- カオス*ラウンジ ライブドローイング（pixiv画面端フェスタ）[61]
- 2010年7月1日-6日 黒瀬陽平「ミステリー・ツアー」[62]
- 2010年7月22日-27日 梅沢和木「カオス見てから画像余裕でしたコア」[63]
- 2010年7月29日-8月3日 一輪社「ドーナッツに穴があったら入りたい」[64]

### pixiv画面端フェスタ
「CHAOS*LOUNGE フェス」内の企画として、2010年6月24日より、「pixiv画面端フェスタ」としてカイカイキキギャラリー中野ブロードウェイ1号店にて、ライブドローイングが「カオス*ラウンジ」のメンバーによって行われた。ライブドローイングは、屋内のテナントとして入居しているギャラリーの外側壁面にて行われ、約3か月の間に十数回行われている。

### カオス*ハウス プロジェクト
2010年9月に、展覧会「"ゼロ年世代"の都市・建築・アート「CITY2.0--WEB世代の都市進化論」」内の企画として参加。「破滅*ラウンジ」や、「カオス*ラウンジ」のメンバーが生活する住居を、ギークハウスからも情報を得ながら設計を行った。

### GENESIS*ラウンジ
アスキー・メディアワークス刊行の漫画雑誌『電撃大王GENESIS』と共同の連載企画。2010 AUTUMN（2010年12月号）より連載。「カオス*ラウンジ」のメンバーが漫画原稿持ち込みの過程に則って、本誌への漫画掲載に挑戦する。

### カオスラ*ッシン
裏原宿のセレクトショップ「ミキリハッシン」とのコラボレーションにより、ファッションブランド「カオスラ*ッシン」を立ち上げ、同店内の特設ブースにて2011年2月11日-17日の期間中、展示販売が行われた。

### ホテル カオス*サンライン
ビジネスホテルホテルサンライン蒲田にて、「カオス*ラウンジ」のメンバーが客室の内装に全面的にアートを施した企画。2011年4月より予約受付開始。3室が対象となっており、宿泊が可能であったが、2012年5月13日を以って企画は終了した。

### iPhone 4ケース
iPhone 4用のケースを「カオス*ラウンジ」のメンバーがデザインしている。黒瀬陽平、梅ラボ（梅沢和木）、藤城嘘、他11名のメンバーが参加し、計48種類のケースがある。それらのケースは、2011年5月より富士フイルムが運営するオンラインサイトにて販売されていたが、一部商品にオンラインサイトが定める「アートワークのガイドライン」に抵触する表現があり、翌月、全商品が販売中止となった。

### トークイベント
2012年9月17日に、阿佐ヶ谷ロフトAにて、トークイベント「風雲メディア城!!〜毎度お騒がせします。〜」が行われる予定であったが、公演中止となった。本イベントでは、「カオス*ラウンジ」主要作家の黒瀬陽平、藤城嘘、梅沢和木のほか、「うしじま*ラウンジ（仮）撮影会in破滅night」にてコラボレーションを行ったことのあるコスプレイヤーのうしじまいい肉や、ハイパーメディアフリーターの黒田勇樹などが参加する予定であった。
ちなみに、本イベントへの参加者には、一切のイベント中の電子機器を用いた記録行為や、情報送信行為、事後のイベント内容の記録物の作成が禁じられる条件であった。

### 福島第一原発麻雀化計画
2013年12月27日に、「カオス*ラウンジ」の新作として『福島第一原発麻雀化計画』が、株式会社ゲンロン主催、ゲンロンカフェにて開催された「「フクシマ」へ門を開く――福島第一原発観光地化計画展 2013」にて、公開された。本作は、麻雀のルール、および、麻雀牌のデザインをアレンジしたものであり、プレイヤーは、それぞれ東京電力、九州電力、関西電力、北海道電力の電力会社を演じ、原発事故を発生させ、寄付金や、賠償金をやり取りするという設定となっている。また、役の名前や、役が成立する条件も福島第一原子力発電所事故にちなんだ設定がなされている。

## 展示

### ポストポッパーズ
- 2008年9月14日 ポストポッパーズ IN GEISAI #11（GEISAI #11）[85]
- 2008年11月28日-29日 ポストポッパーズin横浜（横浜アート&ホームコレクション展）[86]
- 2009年5月12日-30日 post poppers個展（art project frantic）[87]
- 2009年10月18日 ポストポッパーズ GEISAI #13（GEISAI #13）[88]
- 2010年3月14日 ポストポッパーズ GEISAI #14（GEISAI #14）[89]

### カオス*ラウンジ
- 2009年3月19日-22日,26日-29日 カオス*ラウンジ（mograg garage）[4][90]
- 2009年8月18日-30日 カオス*ラウンジ（夏）（ビリケンギャラリー）[91][92]
- 2010年4月10日-18日 カオス*ラウンジ2010 in 高橋コレクション日比谷（高橋コレクション日比谷）[93]
- 2010年5月8日-23日 破滅*ラウンジ・再生*ラウンジ 〜アーキテクチャ時代のイメージ〜（NANZUKA UNDERGROUND 渋谷）[94]
- 2010年5月20日-30日 カオス*ラウンジ（春）（ビリケン商会）[95]
- 2010年5月22日-30日 カオス*ラウンジvol.2（mograg garage）[95]
- 2010年6月19日-25日 かおすら!（0000gallery）[96]
- 2010年6月21日-27日 はめつら!（コーポ北加賀屋）[96]
- 2010年7月3日-25日 カオス*ラウンジ in アートバトルロワイアル（トーキョーワンダーサイト本郷）[97]
- 2010年7月31日-8月24日 カオス*ラウンジ2010 in 台湾（台北 ARKI GALLERY）[15]
- 2010年9月3日-10月2日 再生する崩壊する自我する梅沢和木するラウンジする画像コアする*ラウンジ（CASHI）[98]
- （2010年10月5日-10月26日 ネオコス展（原宿ラフォーレ） ※コラボレーション企画の一員としての参加）[99]
- 2010年12月4日-20日 【新しい】カオス*ラウンジ【自然】（高橋コレクション日比谷）[100]
- 2011年1月13日-2月13日 荒川智則個展 presented by カオス*ラウンジ（トーキョーワンダーサイト渋谷）[101]
  - 2011年1月22日、2月6日、13日 生ドラマ「1983年の荒川智則」[102][103][104]
- 2011年3月3日-27日 カオス*ラウンジ vol,03（mograg garage）[105]
- （2011年3月22日-4月3日 『(≠ゃラ＞∀＜ﾅﾆ＝)ﾉｼ』[ k'ærəktɚ ]展（ゲイツインギャラリー宇） ※『カオス*ラウンジ』のスピンオフ企画）[106]
- （2011年3月24日,26日-4月17日 「『カオス*ラウンジ』お絵かきオフinラフォーレ原宿」および、インスタレーション展示（ラフォーレ原宿） ※『初音ミク Project in Laforet』内の企画）[107][108]
- 2011年8月16日-28日 カオス＊ラウンジ（盆）（ビリケンギャラリー）[109]
- 2011年9月3日,5日-8日 カオス*ラウンジ　げんじつ！（FORESTLIMIT）[110][111][112]
- 2011年10月22日-11月6日 カオス*イグザイル（フェスティバル/トーキョー11）[113][114]
- 2012年2月28日-3月18日 GENDAI*ART（六本木ヒルズA/Dギャラリー）[115]
- 2012年5月31日-6月17日 カオス*ラウンジ vol,4（mograg garage）[116]
  - 2012年6月12日-16日 ラウンジ*カオス*ラウンジ（FORESTLIMIT）
  - 2012年6月17日 ラウンジ*カオス*ラウンジPARTY!!（FORESTLIMIT）
- 2012年8月18日-31日『カオス*ラウンジ 「受け入れ」』展（ザムザ阿佐ヶ谷）[117]
  - 2012年8月28日 お絵かきオフ*ラジカルナイト（ザムザ阿佐ヶ谷）[118]
  - 2012年8月31日 カオス*アンサンブル（ザムザ阿佐ヶ谷）
- 2012年9月7日-23日 【G*A】受け入れの国のカオス【原画】（ビリケンギャラリー）[119]
- （2012年12月23日 【クリスマス】うしじまいい肉 × カオス*ラウンジ【忘年会】（随園別館 新宿店２階） ※トークショー）[120]
- 2013年8月17日-28日 カオス*ラウンジV（ビリケンギャラリー）[121]
- 2013年12月8日-22日 LITTLE AKIHABARA MONUMENT ――アヴァンギャルドでもキッチュでもないもののためのモニュメント――（みどり荘 /MIDORI.so みどり荘ギャラリー）[122]
- 2014年5月10日-25日 LITTLE AKIHABARA MARKET ―― 日本的イコノロジーの復興（ROPPONGI HILLS A/D GALLERY）[123]
- 2014年8月22日-9月7日 カオス*ラウンジSIX 〜イメージの他力本願〜（ビリケンギャラリー）[124]
- 2014年10月11日-11月2日 キャラクラッシュ!（取り壊し前の活動拠点だったアトリエ（東京都文京区湯島））[125]
- 2015年8月22日-9月2日 カオス*ラウンジ7「 穏やかじゃない」（ビリケンギャラリー）[126]
- 2015年9月19日-10月4日 カオス*ラウンジ新芸術祭2015 市街劇「怒りの日」（もりたか屋、平廿三夜尊御札受所、菩提院（浄土宗 涅槃山 袋中寺））[127]

## 物販

### 書籍・雑誌
- カオス*ラウンジi（2011年2月）
- GENDAI*ART 創刊ゼロ号（2012年3月）
- GENDAI*ART Vol.01（2012年8月）[128]

### 同人誌
- ポストポッパーズです!! 画集です!!(GEISAI #11)[129]
- カオス*ラウンジ ファンブック（コミティア94）[130]
- ジェネシス*ラウンジ同人誌 かわいい（サンシャインクリエイション51）[131]

### ほか
- iPhone4ケース（48種類）（販売中止、詳細は#iPhone4ケースを参照）
- ファッションブランド「カオスラ*ッシン」（詳細は#カオスラ*ッシンを参照）
  - トートバッグ（大、小）
  - ステッカー
- ホテル カオス*サンライン（詳細は#ホテル カオス*サンラインを参照）
- Tシャツ

その他に、一部の作品の販売を行っている。

## 関連文献
- 「日本式ARTの次の射程が見えてきた！！」（綴じ込み付録）『美術手帖』2010年5月号、美術出版社、2010年。
- 「「カオス*ラウンジ」とは何か? 〜 ネットワーク・キャラクター・コミュニケーション」『美術手帖』2010年6月号、美術出版社、2010年。
- Dr.BT（楠見清）「脱物質＝非実在のポップ　カオス*ラウンジ2010 in 高橋コレクション日比谷」同上。
- 椹木野衣「自走する悪しき建築/シェイプ・フォルム・カオス――再生なき破滅*ラウンジ論」『新潮』2010年8月号、新潮社、2010年。
- 「カオス/破滅*ラウンジ（中間）総括」『PLANETS』vol.7、第二次惑星開発委員会、2010年。ISBN 978-4905325000。
- 「「美術館」に変わる、ゼロ年代ゲームの勝利条件」　honeyee.com、2010年10月12日。
- 「カオス*ラウンジ 黒瀬陽平＋梅沢和木＋藤城嘘」『美術手帖』2010年11月号、美術出版社、2010年。
- アライ＝ヒロユキ「萌えアートを斬る！ カオス*ラウンジ現象にひしめく欲望と思惑」『週刊金曜日』821号、株式会社金曜日、2010年。
- 『mograg magazine』vol.02、mograg、2010年。
- 暮沢剛巳『キャラクター文化入門』エヌ・ティ・ティ出版、2010年、44-51頁。ISBN 978-4-7571-4256-5。
- 「Art  カオス*ラウンジ、多摩美術大学展覧会設計ゼミ、若手ギャラリストが選ぶ 期待の新人アーティスト」『装苑』2011年1月号、文化出版局、2010年。
- 宇野常寛「PLAYBACK 2010――カオス*ラウンジ」『CYZO×PLANETS SPECIAL PRELUDE 2011』、第二次惑星開発委員会、2011年。ISBN 978-4905325017。
- 「カオス*ラウンジ 黒瀬陽平×梅沢和木×藤城嘘インタビュー」『@2.5』、角川グループパブリッシング、2011年。ISBN 978-4-04-894080-1。
- 「TALK――カオス*ラウンジ編　黒瀬陽平、梅沢和木」『美術手帖』2011年6月号、美術出版社、2011年。
- 「ネットカルチャーガイド2011」同上。
- 「ネットの「熱さ」、現代アートに――藤城嘘とカオス*ラウンジ」 ASCII.jp、2011年6月9日。
- 山田五郎「デイキャッチーズ・ボイス――「カオスラウンジ事件」で考える、著作権の正しいあり方。」（ラジオ放送） 『荒川強啓 デイ・キャッチ!』（TBSラジオ）、2011年7月28日。
- 「Exhibition questions otaku response to March 11」（英語）　AJW by The Asahi Shimbun、2011年10月22日。
- 「Into the Wild――Anime fans finally get their own hotel in Tokyo.」（英語）『FRAME』No.82 Sep/Oct 2011、Frame Publishers、2011年。
- 「カオス*ラウンジ」『DOMMUNE オフィシャルガイドブック2』、河出書房新社、2011年。ISBN 978-4-309-96281-8。
- 「「カオス*イグザイル」 カオス*ラウンジ」『フェスティバル/トーキョー11 ドキュメント』、フェスティバル/トーキョー実行委員会、2012年。ISBN 978-4990518332。
- 黒瀬陽平・梅沢和木・藤城嘘・仲山ひふみ × はるしにゃん「カオス＊ラウンジ座談会 アート・サブカルチャー・震災」『イリュミナシオン』VOL.01、2012年。